# Silnice II/607
Silnice II/607 je silnice II. třídy, která vede z Panenského Týnce do Sulce a od Postoloprt do Spořic. Bývala silnicí I/7, která vedla z Prahy přes Chomutov až k hranicím s Německem, kde se plynule napojovala na silnici B174. Je to doprovodná silnice k dálnici D7 v úseku Panenský Týnec - Sulec a Postoloprty – Nové Spořice. Je dlouhá 27 km + jednokilometrový přivaděč mezi Spořicí a dálnicí D7. Prochází jedním krajem a dvěma okresy. V současné době se plánuje že se silnicí II/607 stanou ještě 3 úseky (U Chlumčan, Panenským Týncem - Klobuky a Louny - Postoloprty)

## Vedení silnice

### Ústecký kraj, okres Louny
- Panenský Týnec ( křiž. D7,III/23737, III/23735)
- Sulec (křiž. III/23739)
- přerušení
- Postoloprty (křiž. D7)
- Bitozeves (křiž. II/250)
- Tatinná (křiž. III/00726)
- Nehasice (křiž. III/2511)
- Minice (křiž. III/2502)
- Velemyšleves (křiž. D7, I/27, III/25010, III/25021)
- přerušení

### Ústecký kraj, okres Chomutov
- Všehrdy ( křiž. 00729)
- Droužkovice ( křiž. II/568)
- přerušení
- Spořice (křiž. D7, III/00733, III/2256)